# Бісмутові руди
Бі́смутові ру́ди (рос. висмутовые руды, англ. bismuth ores; нім. Wismuterze) — природні мінеральні утворення, що містять бісмут в кількостях, при яких економічно доцільне його вилучення. 

## Загальний опис
Крім власне бісмутових руд, виділяють бісмутовмісні руди — руди кольорових і благородних металів, в яких бісмут є попутним або одним з складових компонентів.
Бісмут знаходиться в рудах головним чином у формі власних мінералів, меншою мірою — у вигляді домішки у ґаленіті і стибієвих сульфосолях. У природі відомо понад 60 рудних бісмутових мінералів, з них основні: бісмут самородний (містить 95,9—99,9 % Bi), бісмутин (81,3 % Bi), козаліт (42 % Bi), айкініт (36,3 % Bi), тетрадиміт (59,27 % Bi), телуробісмутит (52 % Bi), бісміт (89,7 % Bi), бісмутит (76,5—91,4 % Bi).
Родовища бісмутових руд розрізняють ендогенні та екзогенні. Головні ендогенні родовища бісмутових руд — постмагматичні, генетично пов'язані з гранітоїдними комплексами.
Основне значення мають бісмутовмісні руди (0,001-0,1 % Bi) вольфрамових, олов'яних, мідних, золоторудних і свинцево-цинкових родовищ, головним чином ґрейзенової, скарнової, високотемпературної гідротермальної групи (Казахстан, Забайкалля, Китай); скарново-шеєлітові (Росія і Південна Корея); мідноскарнові — США; скарново-поліметалічні (країни Сер. Азії, Росія, Мексика); оловосульфідні (Болівія); мідно-золоторудні (Австралія); мідні і свинцеві (Японія); поліметалічні (Перу).

## Цікаво
Переробка бісмутових руд описана в ряді давніх джерел. Наводимо уривок з праці Георга Агріколи De Re Metallica (1556 р.), який саме присвячений опису добування бісмуту з руди:
| Бісмут різними способами вилучають із руд, якщо в них немає домішки срібла. За першим способом у сухому ґрунті викопують невелику яму, куди закидають подрібнене деревне вугілля та утрамбовують його. Після цього яму просушують палаючим вугіллям. Над нею укладають товсті сухі плахи букового дерева, а на них кладуть бісмутову руду. Як тільки розгориться підпалене дерево, із нагрітої руди починає капати бісмут, стікаючи в яму. Після остигання його вилучають у вигляді ковриг. Так як вугілля і шлак, що горять, часто падають в яму і забруднюють метал, ковриги ще раз переплавляють для очищення в якому-небудь тиглі. |